# Caryophyllia perculta
Caryophyllia perculta är en korallart som beskrevs av Stephen D. Cairns 1991. Caryophyllia perculta ingår i släktet Caryophyllia och familjen Caryophylliidae. Inga underarter finns listade i Catalogue of Life.